# 维勒多梅
维勒多梅（法語：Villedômer，法語發音：[vildome] ⓘ）是法国安德尔-卢瓦尔省的一个市镇，属于图尔区。

## 地理
维勒多梅（47°32'46"N, 0°53'18"E）面积35.49 平方千米，位于法国中央-卢瓦尔河谷大区安德尔-卢瓦尔省，该省份为法国中西部省份，北起萨尔特省、东北接卢瓦-谢尔省，东南接安德尔省，南至维埃纳省，西临曼恩-卢瓦尔省。
与维勒多梅接壤的市镇（或旧市镇、城区）包括：图赖讷地区欧祖埃尔、勒布莱、雷诺堡、克罗泰勒、讷耶勒列尔、勒尼、圣洛朗昂加蒂讷。

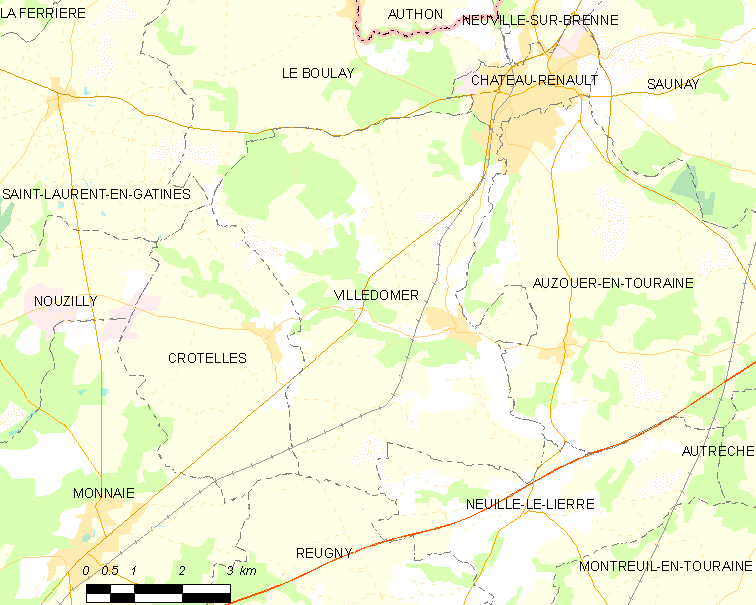
维勒多梅的OSM定位图

维勒多梅的时区为UTC+01:00、UTC+02:00（夏令时）。

## 行政
维勒多梅的邮政编码为37110，INSEE市镇编码为37276。

## 政治
维勒多梅所属的省级选区为雷诺堡县。

## 人口

1962-2008年间维勒多梅人口变化图示

维勒多梅于2022年1月1日时的人口数量为1299人。